# Dégradation des termes de l'échange
La dégradation des termes de l'échange est une thèse économique selon laquelle le prix des produits agricoles, souvent vendus par les pays les moins avancés, baisse inéluctablement face aux prix des biens manufacturés. Au XXe siècle, cette dégradation est devenue de plus en plus défavorable aux pays « du Sud ».
Cette thèse est fortement liée à la thèse de Singer-Prebisch, selon laquelle les termes de l'échange des produits primaires (produits de l'agriculture et matières premières) face aux produits manufacturés tendent à se dégrader au cours du temps.

## Thèse

### Travaux préliminaires
La Société des Nations publie en 1945 un travail de recherche appelé Industrialisation et commerce extérieur. Elle estime qu'entre 1875 et 1938, l'indice des prix des produits primaires a chuté de 43% par rapport à celui des biens manufacturés. Un pays qui exporterait principalement des produits agricoles se serait donc appauvri par rapport aux pays produisant des biens manufacturés, car il lui faudrait vendre plus de produits agricoles qu'avant pour générer assez de revenus pour acheter le même nombre de produits facturés que par le passé.
L'Organisation des Nations unies, qui prend la relève de la SDN, poursuit des travaux sur le commerce international. Est publié en 1949 un travail de recherche majeur, Relative Prices of Exports and Imports of Underdeveloped Countries, qui traite explicitement de la dégradation des termes des échanges entre les pays riches et les pays pauvres.

### Recherche de Singer et Prebisch
Les économistes Raúl Prebisch et Hans Singer travaillent sur la dégradation des termes de l'échange dans les années 1950, de manière indépendante, et arrivent aux mêmes conclusions. En examinant des suites de données annuelles, Singer et Prebisch montrent chacun que la dégradation des termes de l'échange est due aux différences de spécialisation entre les pays.
En effet, les pays du Nord, développés, ont beaucoup investi dans l'industrie et les technologies ; leurs biens ont une valeur ajoutée importante. Les pays du Sud, en voie de développement, ont une économie basée sur l'exploitation des ressources primaires. Leurs gains de productivité sont plus faibles, et contiennent une plus faible valeur ajoutée, ce qui conduit à leur dépréciation relative avec le temps.
La dégradation des termes de l'échange correspond à une réduction du pouvoir d'achat national. Si, dans un premier temps, il faut deux biens d'un pays sous-développé A pour acheter un bien d'un pays développé B, puis que, des années plus tard, il faut dix biens du pays A pour acheter le même bien du pays B, alors le pouvoir d'achat de A par rapport à B a décru.

## Recherches ultérieures

### Recherche fondamentale
Une explication communément admise pour la TSP est l'observation que l'élasticité de la demande pour les biens manufacturés est plus grande que pour les produits primaires, notamment la nourriture. C’est-à-dire que quand les revenus augmentent, la demande pour les biens manufacturés augmente plus que pour les produits primaires.

### Le cas de la croissance appauvrissante
L'économiste indo-américain Jagdish Bhagwati écrit en 1958 un article de recherche qui montre que la croissance de la production induite par l’ouverture au commerce international pouvait se révéler appauvrissante pour le pays accroissant ses exportations. La croissance est alors appelée  « croissance appauvrissante » : la hausse de la production et sa vente à l'international entraîne une dégradation des termes de l’échange sur les marchés mondiaux, qui provoque une perte de revenu que la hausse du volume des ventes ne parvient pas à compenser. Le pays se retrouve à produire plus et gagner moins.
Dans ce cas, des mesures paradoxales, telles que des taxes à l’exportation peuvent être profitables. Pour Jagdish Bhagwati, ce paradoxe dérive le plus souvent d’un dysfonctionnement des marchés qui ne serait qu’amplifié par le libre-échange.
La réponse de Jagdish Bhagwati à ce paradoxe est qu’il faut opter pour une politique adéquate associant le libre-échange et la lutte contre les distorsions du marché national.

## Histoire

### De 1900 à 1975
| Période           | 1900-1986 | 1920-1980 | 1920-1975 |
| ----------------- | --------- | --------- | --------- |
| Taux annuel moyen | 0,6 %     | 0,3 %     | stabilité |

L'estimation économétrique de la dégradation des termes de l'échange est difficile, d'autant plus que les données sont parfois éparses ou peu fiables. À ce titre, si on prend la période 1920-1975 la théorie de la dégradation semble totalement infondée alors qu'elle parait fondée sur la période 1920-1980. Certains en concluent que la dégradation des termes de l'échange n'est pas vraiment une tendance longue de l'histoire mais reflète plutôt des phénomènes spontanés.
Il apparaît selon la FAO que les termes de l'échange s'étaient nettement dégradés ces dernières décennies. Par exemple, les termes de l'échange des produits agricoles africains étaient passés, en prenant 100 comme référence en 1890, de 185 en 1960 à 85 en 2000.
L'économiste Josué de Castro notait qu'en 1954, on achetait une jeep avec quatorze sacs de café alors qu'en 1962, il en fallait trente-deux (alors que la productivité de l'industrie automobile avait augmenté, et les coûts dans les pays occidentaux diminué en conséquence). Cette mesure de la dégradation se heurte à des difficultés. Si les produits exportés par les pays en voie de développement ont peu changé, ceux des pays développés se sont beaucoup améliorés. Lorsqu'est mesurée la dégradation des termes de l'échange, on compare par exemple le nombre de sacs de café nécessaires à l'obtention d'une Jeep en 1960 et en 1990. Le problème est que les produits sont toujours difficilement comparables. La Jeep change : elle devient moins facile à réparer soi-même (les premières Jeep étaient extraordinairement simples), plus adaptée aux infrastructures complexes des pays industrialisés, qui sont elles-mêmes de plus en plus dépendantes en matières premières (Rapport Bringezu & Schütz Total material requirement of the European Union - Technical part EEA) etc. tandis que l'usage du café s'est étendu - le café est devenu plus désiré.
De récentes recherches ont trouvé des supports empiriques pour la TSP ; José antonio Ocampo, sous-secrétaire général responsable au Conseil économique et social des Nations unies (ECOSOC) et le leader intellectuel dans ce domaine, a constaté que la détérioration en termes d'échange pour les produits primaires est discontinue plutôt que graduelle, avec des détériorations marquées dans les années 1920 et 80, suivies par des périodes de stabilité.
Seules les matières premières énergétiques échappent à ce phénomène.

### Depuis les années 1990
En 1992, l'indice des prix réels des matières premières non énergétiques était à son plus bas historique.
Dans un rapport de 2002 de l'étude économique sur l'Amérique latine et les Caraïbes de l'ECOSOC était rappelée la détérioration des termes de l'échange des pays non exportateurs de pétrole pour ces cinq dernières années consécutives.
De même, le rapport qui concerne la période 1961-2002 affirme : « Bien qu'il puisse être difficile de confirmer et de quantifier une tendance mondiale à long terme au moyen de données statistiques, il ne fait aucun doute que les termes de l'échange des exportations agricoles de nombreux pays en développement se sont nettement dégradés ». Il rajoute que « L'Afrique subsaharienne est la région qui a le plus souffert de la dégradation des termes de l'échange. Depuis les années 1970, cette dégradation a entraîné une réduction importante du pouvoir d'achat de l'ensemble des exportations de produits de base africains. Les estimations de la Banque mondiale montrent qu'entre 1970 et 1997, la dégradation des termes de l'échange a coûté aux pays d'Afrique non exportateurs de pétrole l'équivalent de 119 pour cent de leur produit intérieur brut (PIB) combiné annuel en recettes perdues ».

## Politiques publiques

### Développement stratégique basé sur le bas coût de la main d’œuvre
Les pays qui ont misé sur le développement par la main d'œuvre à bas coûts, principalement en Asie : les 4 Dragons, qui ont maintenant rejoint la liste des pays développés (Corée du Sud, Hong Kong, Taïwan, Singapour) et les nouveaux Tigres (Viêt Nam, Thaïlande, Indonésie, Malaisie), qui essayent de suivre cette voie, tout comme la Chine et l'Inde, au total une masse de population considérable.

### Politique d'industrialisation par substitution aux importations
En tout cas, la TSP a connu un haut degré de popularité dans les années 1960-70 avec les économistes néo marxistes du développement et a fourni une justification pour les politiques menées favorisant l'industrialisation par substitution aux importations (ISI) et l'expansion du rôle des échanges avec l'utilisation des achats à terme comme outil pour le développement.

### Diversification de l'économie
Prebisch a notamment argumenté que les pays moins avancés devraient diversifier leur économie et diminuer leur dépendance aux exportations en développant leur propre industrie manufacturière.

### Augmentation du prix des produits primaires
Les pays pétroliers, qui ont constitué un cartel (l'OPEP) et appliqué unilatéralement des hausses de prix sur un produit dont le nord ne pouvait pas se passer. Ces hausses de prix sont à l'origine des deux chocs pétroliers (1973 et 1979), qui ont favorisé une crise économique aiguë au nord, puis dans le reste du monde par répercussion.
Les termes de l'échange entre la France et les pays de l'OPEP se sont ainsi dégradés de 13%, en faveur des pays exportateurs de pétrole, dans les années 1970.

### Lutte contre la maladie hollandaise
Pour Singer, la thèse rejoint les recommandations des économistes de l'ONU. Ceux-ci estiment en effet que les pays agricoles doivent être particulièrement vigilants sur le comportement des cours des matières premières : si les cours montent, qu'ils se méfient du syndrome hollandais, car l'augmentation de devises est temporaire jusqu'à une prochaine retombée.

## Critiques et débats

### Ampleur de la dégradation
L'ampleur de la dégradation des termes de l'échange fait l'objet de débats économiques et économétriques. Paul Bairoch montre que le chiffre de 43% de détérioration des termes de l'échange, avancé par l'ONU, est par le fait que les prix et la masse monétaire aient subi une distorsion après la Grande Dépression,. En refaisant le calcul de l'ONU sur la période 1875 - 1929, il trouve un résultat de 20% de dégradation des termes de l'échange.
Il remarque aussi que l'étude ne prend pas en compte la chute des prix de transport des marchandises, qui affecte plus les biens primaires que manufacturés. Il remet enfin en cause la validité externe des résultats de l'ONU, dont les données sont exclusivement celles du commerce britannique avec le tiers-monde.
Jacob Viner fait remarquer que les calculs qui montrent la dégradation des termes de l'échange sont faussés car ils partent du postulat que la qualité des biens échangés à travers le temps sont constants. Or, si le cacao de 1900 est égal au cacao de 1950, les lampes de 1950 contiennent plus de technologie et sont plus avancées que celles de 1950, ce qui explique en grande partie la dégradation des termes de l'échange.
Les études menées dans les années 1970 montrent que les termes de l'échange entre 1870 et 1929 se sont en réalités améliorés entre 10% et 25%.

### Le cas chinois et les nouvelles économies
La croissance de la Chine a conduit à remettre en cause la thèse. La croissance chinoise a en effet entraîné une hausse du prix des matières premières accompagnée d'une baisse du prix des produits manufacturés.
L'analyse perd ainsi de nos jours de sa pertinence du fait de l'industrialisation rapide de certains pays émergents, l'exportation de produits manufacturés de la part de ces pays émergents, le développement de l'économie des services, notamment dans les pays du nord, la dégradation de la balance commerciale de certains pays du nord.
De plus en plus de pays moins avancés offrent ainsi des exportations mixtes.

### Filmographie
- Le Cauchemar de Darwin, film de Hubert Sauper, illustrant cette dégradation.